# Plethodon electromorphus
Plethodon electromorphus (tên tiếng Anh: Northern Ravine Salamander) là một loài kỳ giông trong họ Plethodontidae.
Nó là loài đặc hữu của Bắc Mỹ.
Các môi trường sống tự nhiên của chúng là các khu rừng ôn hòa và vùng nhiều đá.
Nó bị đe dọa do mất môi trường sống.